# ژانگ رو
ژانگ رو (انگلیسی: Zhang Ru؛ زادهٔ ۲ سپتامبر ۱۹۹۹) بازیکن بسکتبال زن اهل چین است.
وی در مسابقات کشوری و بین‌المللی در مجموع برندهٔ ۲ مدال طلا، ۲ مدال نقره شده‌است.